# Govert Klinkhamer
Govert Klinkhamer (Amsterdam, 31 augustus 1702 - aldaar, 11 augustus 1774) was een Nederlands schrijver en zijdehandelaar. Hij was met name bekend om zijn moraliserende dichtwerk.
Hij vertaalde van Voltaire de treurspelen Zaïre (1734) en Hendrik IV (1744). Beide werken werden slecht bevonden door tijdgenoten. In het Biographisch anthologisch en critisch woordenboek der Nederduitsche dichters (1822) wordt gesproken van "door stroeve en stramme vertalingen - vergrepen [...] het treurspel ten minsten is deerlijk verminkt en mishandeld. Overigens is zijn rijmtrant nog beneden het peil van zijn' tijdgenoot Claas Bruin"

## Werken
- De kruisgezant (1725)
- Voltaire Zaïre (1734)
- Stichtelyke zinnebeelden, en Bĳbel-stoffen (1740 en latere jaren)
- Keten der bybelsche geschiedenissen des Ouden en Nieuwen Testaments : bestaande in CCLXXXVIII prentverbeeldingen, in dichtmaat uitgebreidt ... (1748)
- Gedenk-teken, ter gedagtenisse van het eeuw-getyde, van de kamer van commissarissen van zyde manufactuuren. (1763)
- Dagwijzer der geschiedenissen (1775)